# Gasarara (vattendrag i Burundi, Bujumbura Rural)
Gasarara är ett vattendrag i Burundi.   Det ligger i provinsen Bujumbura Rural, i den västra delen av landet, 9 kilometer öster om huvudstaden Bujumbura.
Omgivningarna runt Gasarara är en mosaik av jordbruksmark och naturlig växtlighet. Runt Gasarara är det tätbefolkat, med 613 invånare per kvadratkilometer.